# Such Great Heights
Singles de The Postal Service
The District Sleeps Alone Tonight
(2003)
Such Great Heights est une chanson du groupe The Postal Service, et un single sorti le 21 janvier 2003  sur le label discographique indépendant Sub Pop, précédant de quelques semaines la parution de l'album Give Up le 18 février suivant. Such Great Heights est le premier des trois extraits du disque.

## Histoire
Un vidéo-clip fut produit pour Such Great Heights en 2003. Début 2006, une publicité télévisée d'Apple et Intel fut accusée de s'inspirer trop fidèlement du vidéo-clip. 
L'illustration sur la pochette du single est de Kozyndan. La chanson fut utilisée dans la série Grey's Anatomy et reprise par Samuel Beam via son projet Iron & Wine. Sa version apparaît dans la bande originale du film Garden State.

## Liste des morceaux
1. Such Great Heights – 4:27
2. There's Never Enough Time – 3:33
3. We Will Become Silhouettes (interprétée par The Shins) – 3:01
4. Such Great Heights (interprétée par Iron & Wine) - 4:10